# 2S9
Die 2S9 Nona-S (russisch 2С9 Нона-С) ist ein in den 1970er-Jahren in der Sowjetunion entwickelter luftverlastbarer Panzermörser und Luftlandepanzer. Von der NATO erhielt sie zunächst die vorläufigen Bezeichnungen SO-120 bzw. M1981, da sie erstmals 1981 beobachtet wurde.

## Entwicklung
Die 2S9 entstand nach der Außerdienststellung der ASU-85 aufgrund der Forderung der Luftlandetruppen der Sowjetarmee nach einem neuen luftverladbaren Selbstfahrgeschütz für den Artilleriekampf und die Panzerbekämpfung. Im Jahr 1974 erteilte die Hauptverwaltung für Raketen und Artillerie (GRAU) einen Entwicklungsauftrag an die Industrie. Als Chefkonstrukteur der 2S9 wurde Juri N. Kalatschnikow bestimmt, der auf den Entwurf der 2S2 Fialka (Objekt 924) zurückgriff. Das 2S9-Kettenfahrgestell wurde bei Wolgogradski Traktorny Sawod, der Mörser bei Motowilichinskije sawody  und die dazugehörige Mörsermunition von NPO Basalt entwickelt. Bis 1979 wurden sechs Vorserienfahrzeuge für die Truppenerprobung gebaut, der Entwurf nachgebessert und im Juli 1981 die 2S9 bei den Luftlandetruppen der Sowjetarmee in Dienst gestellt. Sie ersetzte in deren Artillerieabteilungen die 122-mm-Haubitze D-30 (2A18) und ASU-85. In den 1980er-Jahren entstand die auf einem BTR-80 basierende Ausführung 2S23 Nona-SVK sowie die gezogenen Mörser 2B16 Nona-K und 2B23 Nona-M1. Bis zum Produktionsende im Jahr 1989 wurden rund 1.400 2S9 hergestellt. Das Nachfolgesystem soll der Mörser 2S40 Floks aus den 2010er-Jahren werden.

## Varianten
- 2S9 Nona-S: Erste Serienversion aus dem Jahr 1981. Mit 2A51-Mörser und 25 Granaten Bereitschaftsmunition.[5]
- 2S9-1 Swiristelka: Version für die Russische Marineinfanterie aus dem Jahr 1985. Mit abgeändertem Waffenturm, 2A51M-Mörser, neuer Funkanlage, verbesserten Richtmitteln und 40 Granaten Bereitschaftsmunition.[6]
- 2S9-1M Nona-SM: Nachgerüstete 2S9 Nona-S aus dem Jahr 2005. Mit neuer Elektronik, neuer Feuerleitanlage und Navigationssystem. Kann präzisionsgelenkte Mörsergranaten vom Typ 3OF69M Kitolow-2M oder KM-8 Gran verschießen.[7]

## Technik

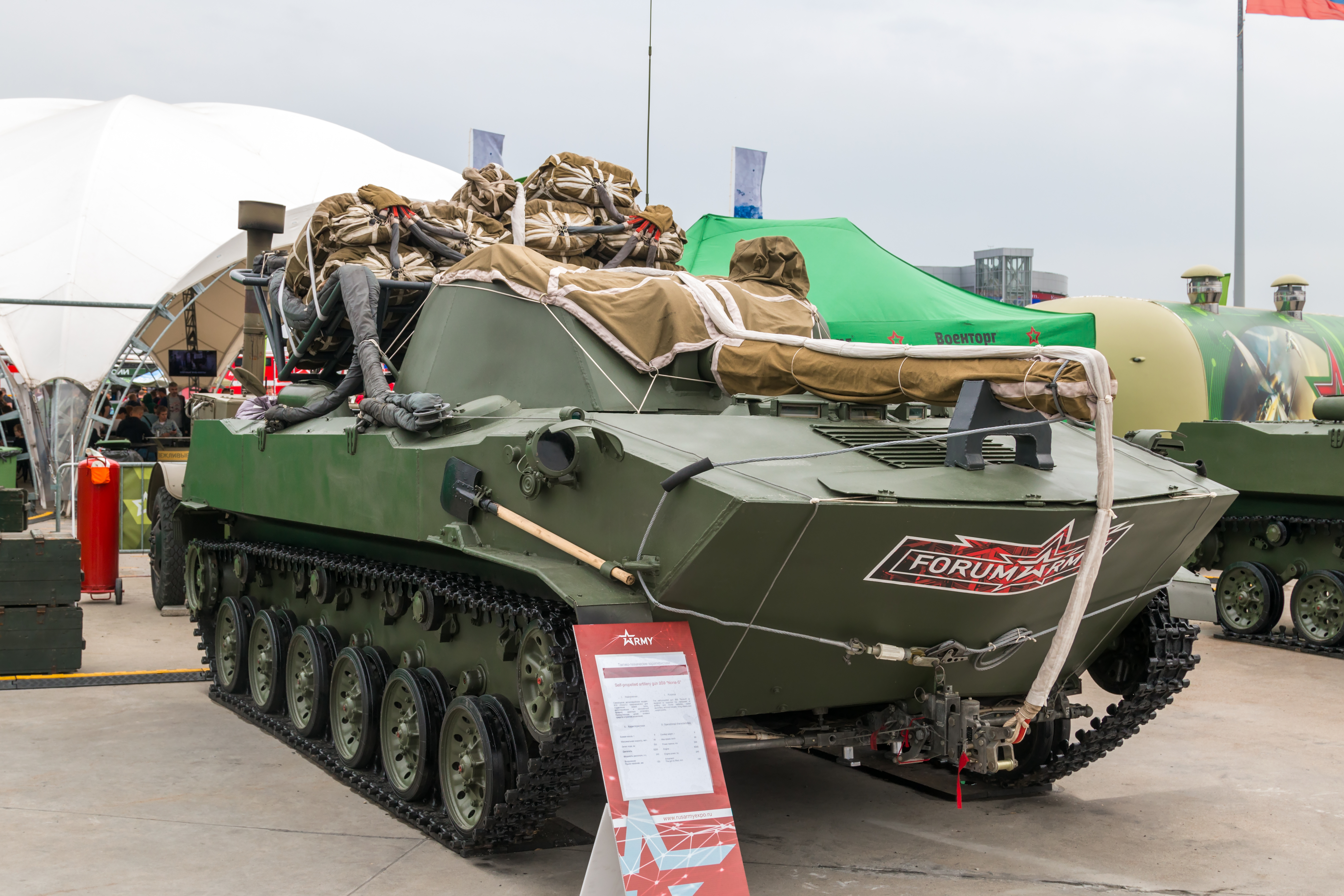
2S9 mit dem Mehrfach-Fallschirmsystem PBS-925

Die 2S9 verwendet als Hauptbewaffnung einen 120-mm-Mörser. Dieser kann sowohl in der oberen Winkelgruppe für den Artilleriekampf (Indirektes Feuer) wie auch in der unteren Winkelgruppe im Direktschuss verwendet werden. Die 2S9 kann mit Transportflugzeugen vom Typ An-12 „Cub“, An-22 „Cock“, An-124 „Condor“ oder Il-76 „Candid“ und den Hubschraubern Mi-6 „Hook“ und Mi-26 „Halo“ luftverlastet werden. Mit den Mehrfach-Fallschirmsystemen PRSM-925 oder PBS-925 kann die 2S9 im Flug abgeworfen werden. Das Fahrzeug verfügt über ABC-Schutz und ist schwimmfähig. Die 2S9 kann aus der Fahrt innerhalb von 3–5 Minuten den Artilleriekampf aufnehmen. Dabei ist es möglich, das Fahrzeug mit der Wanne auf den Boden abzusenken.

### Fahrzeug

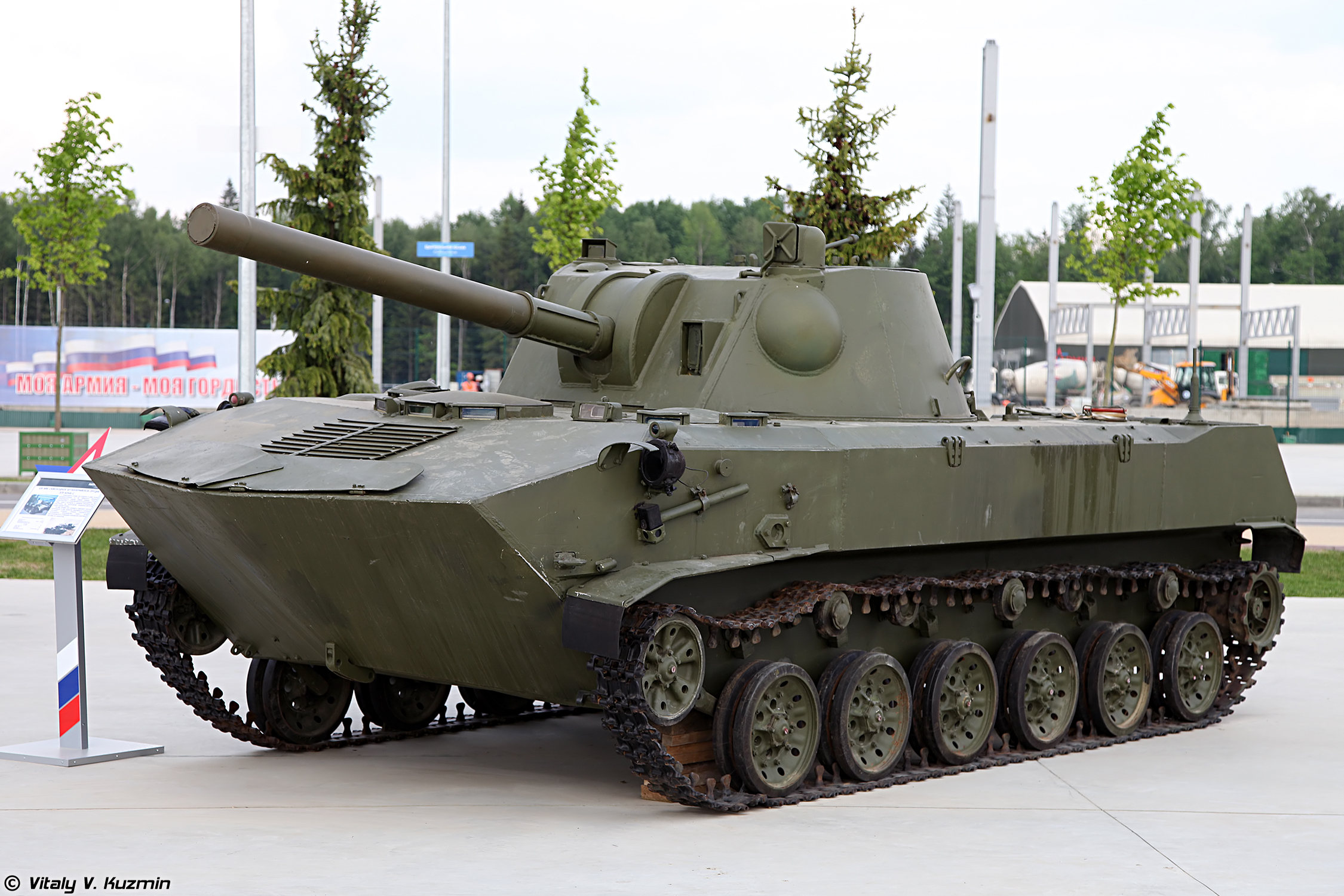
2S9 der Streitkräfte Russlands

Das Fahrzeug basiert auf dem Chassis des BTR-D, einer Variante des BMD-1 (Objekt 916). Die Wanne besteht aus geschweißtem Panzerstahl sowie einer Aluminiumlegierung. Auf der Wanne ist im mittleren Bereich der Waffenturm für den 120-mm-Mörser aufgesetzt. Die Turmpanzerung besteht aus einer gewalzten Aluminiumlegierung. Die maximale Stärke der Fahrzeugpanzerung beträgt 16 mm und schützt vor Granatsplittern sowie dem Beschuss von Infanteriewaffen. Die 2S9 wiegt in gefechtsbereitem Zustand 8,7 Tonnen. Das Fahrzeug ist 6,02 m lang, 2,63 m breit und 2,3 m hoch. Die 2S9 hat ein torsionsstabgefedertes und hydropneumatisch absenkbares Stützrollenlaufwerk. Dieses besteht aus sechs doppelt gummibereiften Laufrädern auf jeder Seite, wobei sich das Antriebsrad hinten und das Leitrad vorne befindet. Die Gleisketten haben eine Breite von 250 mm. Angetrieben wird das Fahrzeug von einem hinten in der Wanne verbauten V6-Dieselmotor mit 240 PS (177 kW). Das manuell geschaltete Umlaufrädergetriebe hat 5 Vorwärts- und 1 Rückwärtsgang. Die Höchstgeschwindigkeit auf der Straße beträgt 60 km/h. Der Fahrbereich beträgt auf der Straße 500 und im Gelände 130 km. Das Fahrzeug kann Steigungen von 60 % und 0,8 m hohe Hindernisse überwinden. Die maximal zulässige Querneigung liegt bei 33 %. Die Bodenfreiheit kann angepasst werden und liegt zwischen 10 und 45 cm. Der spezifische Bodendruck liegt bei 0,5 kg/cm² und die Grabenüberschreitfähigkeit beträgt maximal 1,8 m. Schwimmend kann sich die 2S9 mit rund 9 km/h über eine Entfernung von bis zu 90 km fortbewegen.
Der Fahrerplatz befindet sich vorne in der Mitte. Der Kommandant sitzt links von ihm. Der Richtschütze und Ladeschütze sind im mittleren Teil des Fahrzeuges im Waffenturm untergebracht. Das Auf- und Absitzen der Besatzung erfolgt durch vier Luken auf dem Wannen- und Turmdach. Im Waffenturm sind die Richtmittel sowie die Visiereinrichtung verbaut. Für indirektes Feuer wird die 1P8-Visieranlage verwendet und mit dem 1P30-Zielfernrohr können Ziele im Direktschuss bekämpft werden. Weiter sind im Turm die Feuerleitanlage mit Kreiselkompass sowie die Funkgeräte R-123M und R-173 verbaut.

### Mörser
Im Waffenturm ist der 120-mm-Mörser 2A51 mit 24 Kaliberlängen (L/24) verbaut. Dies ist ein Hinterlader-Mörser mit einem Geschützrohr (Lauf) mit 40 Zügen. Der Seitenrichtbereich des Waffenturmes beträgt ±35° in Fahrrichtung und der Höhenrichtbereich des Mörsers liegt bei −4 bis +80°. Bei der Rohrwiege ist eine hydropneumatische Rohrbremse und ein Rohrvorholer angebracht. Der Rohrrücklauf beträgt maximal 400 mm. Am Rohrende ist der Verschlussblock mit einem halbautomatischen Keilverschluss verbaut. Hinter dem Verschluss ist eine Ladeschale mit einer Ladehilfe montiert. Nachdem die Granate in die Ladeschale gelegt wurde, führt die Ladehilfe die Granate ins Rohr. Um das Eindringen von Verbrennungsgasen in das Fahrzeug zu verhindern, wird das Geschützrohr nach jedem Schuss für 1,2 Sekunden mit Druckluft ausgeblasen. Im Fahrzeug sind 25 Granaten Bereitschaftsmunition vorhanden. Die Granaten sind unten im Turm, im Wannenheck und an den Seitenwänden gelagert. Die 2S9 kann über eine Ladeluke mit Rutsche, die sich hinter dem Waffenturm auf der Wannenoberseite befindet, mit Granaten beladen werden.
Mit der 2S9 ist kurzzeitig eine Schussfolge von 6–8 Schuss pro Minute möglich. Danach muss die Schussfolge, infolge der thermischen Beanspruchung des Geschützrohres auf 3–4 Schuss pro Minute reduziert werden.

### Munition

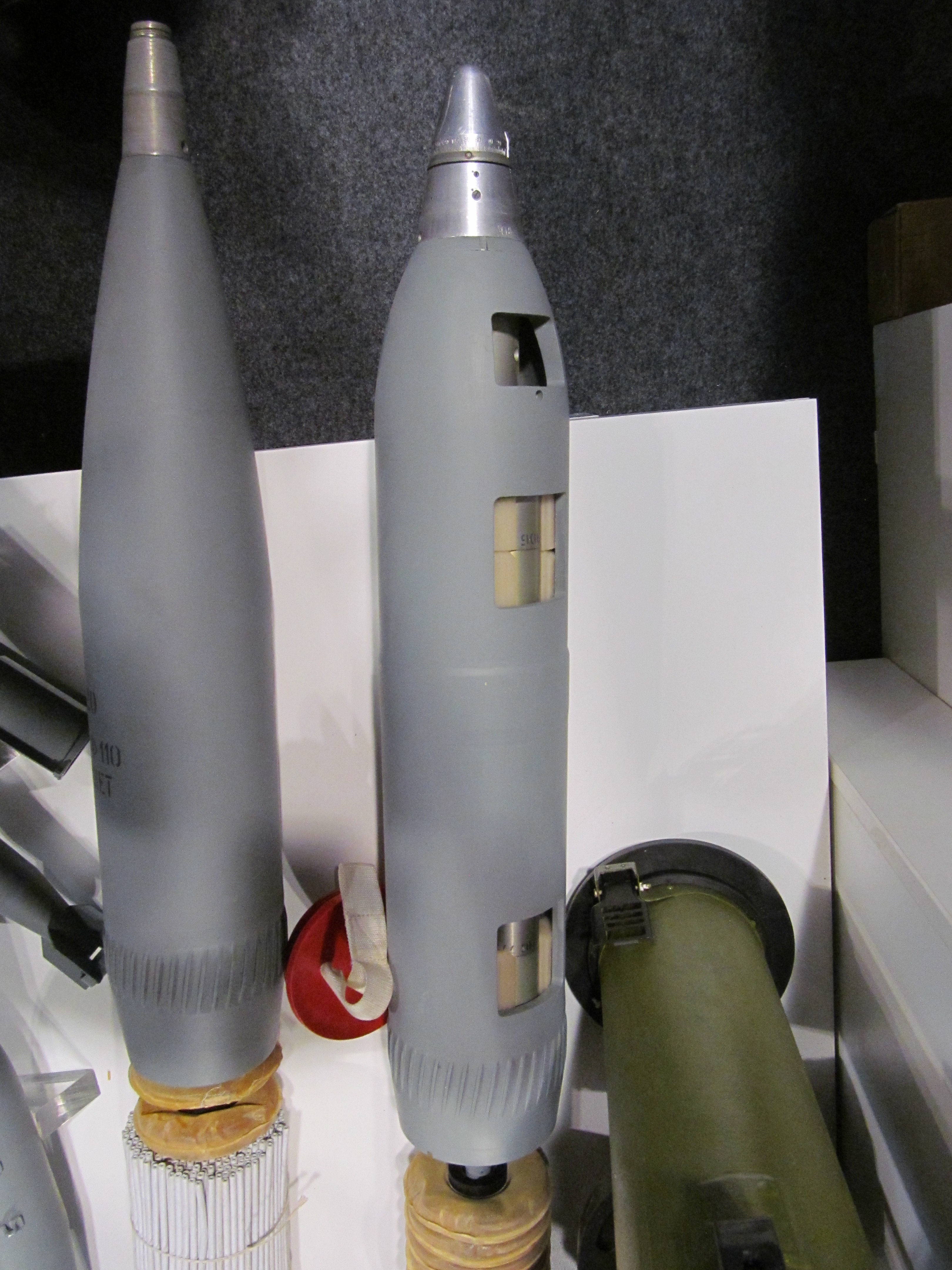
3WOF110-Granate links, 3WO32-Cargogranate rechts

Für den 2A51-Zugrohrmörser der 2S9 wurde eine eigene Munitionsfamilie entwickelt. Zur Anwendung kommt halbgetrennte Munition. Diese besteht aus der Granate sowie dem hinten aufgesteckten Ladungsträger mit der Treibladung. Das Zusammenstecken der Munition erfolgt in der Regel beim Beladen der 2S9 durch einen Munitionswart oder den Ladeschützen. Für die Panzerbekämpfung im Direktschuss wird die flügelstabilisierte Hohlladungs-Granate 3BK19 verwendet. Diese kann über 600 mm Panzerstahl durchschlagen. Weiter werden für die 2S9 auch Rauch/-Brandgranaten, Leuchtgranaten sowie Exerzier- und Übungsgeschosse produziert. Neben der eigenen Munitionsfamilie kann die 2S9 nahezu sämtliche 120-mm-Mörsergranaten verschießen. Die speziell für die 2S9 entwickelte Munitionsfamilie umfasst die folgenden Mörsergranaten:
| Kompletter Schuss | Geschoss  | Geschosstyp                      | Gewicht | Füllung                      | {\displaystyle v_{0}} | Schussdistanz |
| ----------------- | --------- | -------------------------------- | ------- | ---------------------------- | --------------------- | ------------- |
| 3WOF54            | 3OF49     | Sprenggranate                    | 19,8 kg | 4,9 kg A-IX-2                | 367 m/s               | 8,85 km       |
| 3WOF55            | 3OF50     | Sprenggranate mit Raketenantrieb | 19,8 kg | 3,0 kg A-IX-2                | 367 m/s               | 12,8 km       |
| 3WOF57            | 3OF36     | Sprenggranate                    | 16,1 kg | 3,2 kg TNT                   | 333 m/s               | 7,1 km        |
| 3WBK14            | 3BK19     | Hohlladungsgranate               | 13,2 kg | Hohlladung                   | 560 m/s               | 0,6 km        |
| 3WO32             | 3BO32     | Cargogranate                     | 23,3 kg | 30 KOBE-Hohlladungs-Bomblets | unbekannt             | 8,0 km        |
| KM-8 Gran         | unbekannt | Präzisionsgelenkte Mörsergranate | 27 kg   | 5,3 kg TNT                   | unbekannt             | 9,0 km        |
| Kitolow-2M        | 3OF69M    | Präzisionsgelenkte Mörsergranate | 28 kg   | 5,3 kg TNT                   | unbekannt             | 12,0 km       |

## Gefechtsgliederung
Bei den sowjetischen Luftlandetruppen war jeder Luftlandebrigade eine Artillerieabteilung mit drei Batterien mit jeweils sechs 2S9 zugeteilt. Daneben wurde sich auch bei Russische Marineinfanterie verwendet. Vereinzelt fand sie auch bei den Landstreitkräften der UdSSR Verwendung.

## Nutzerstaaten

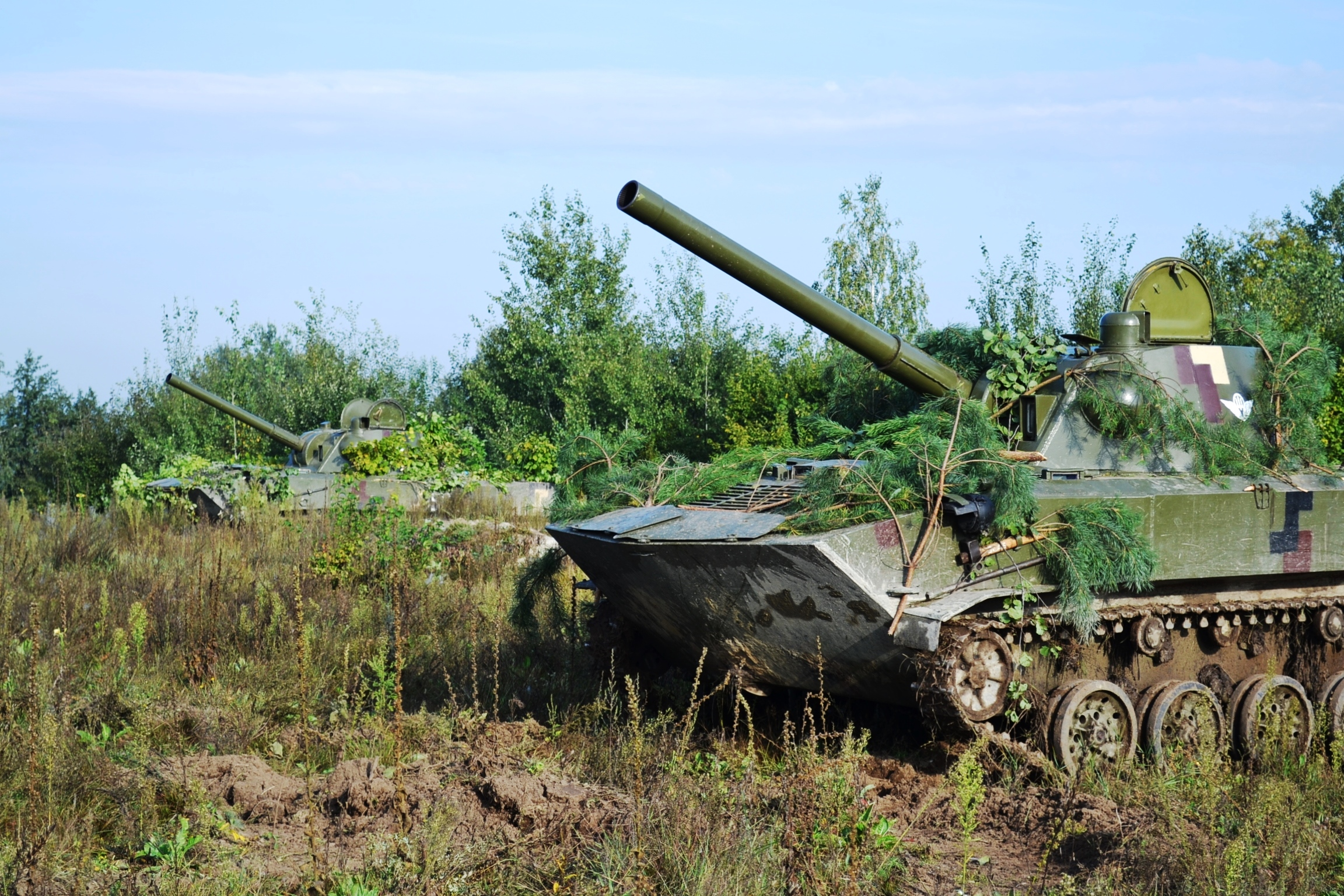
2S9 der Ukrainischen Streitkräfte (2018)

- Afghanistan – 40 (aus sowjetischen Beständen)
- Aserbaidschan – 26
- Belarus – 54
- Volksrepublik China – 3 (aus ukrainischen Beständen)
- Kasachstan – 25
- Kirgisistan – 12
- Moldau – 9
- Russland – 865
- Syrien – unbekannte Anzahl
- Turkmenistan – 17
- Ukraine – 67
- Usbekistan – 54
- Vietnam – 30

Quellen: